# Église Saint-Nicolas (Kalkar)
Pour les articles homonymes, voir Église Saint-Nicolas.
L'église Saint-Nicolas, située à Kalkar près de Clèves et Xanten dans le land de Rhénanie-du-Nord-Westphalie, en Allemagne, est une église catholique, connue pour les neuf retables (parmi les au moins seize présents à l'origine), ses vitraux, ses stalles, un orgue historique de Seifert, et son lustre de la Vierge en gloire. 

## L'édifice
C'est une église-halle à trois nefs et deux chœurs parallèles, flanquée d'une seule tour à l'ouest. La construction du bâtiment a probablement commencé en 1230. Victime d'un incendie en 1409, elle est reconstruite et prend alors la forme actuelle. La voûte du chœur, un peu plus tardive, date de 1421. Une restauration a eu lieu au tournant des XIXe et XXe siècles. Elle a été gravement endommagée pendant la Seconde Guerre mondiale, et restaurée depuis.

## Autels

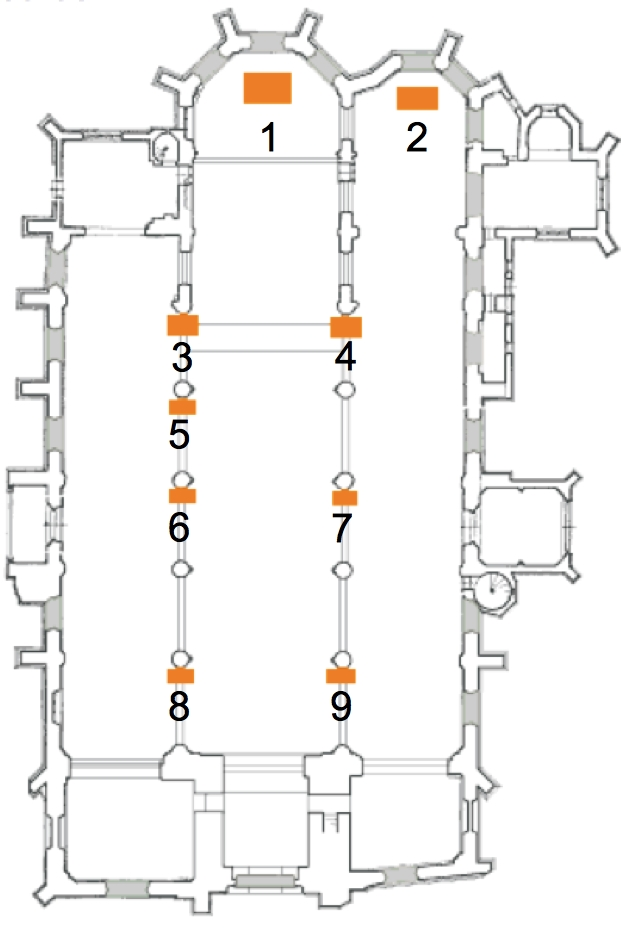
Disposition des autels dans l'église Saint-Nicolas de Kalkar. D'après le croquis sur le site de la paroisse.

L'église a compté au moins seize autels. Les autels étaient offerts et servaient de point de repère à diverses guildes et confréries religieuses. Pour cette églises, on connaît l'existence, au Moyen Âge, des confrérie de Marie, de saint Nicolas, de sainte Anne, et aussi les confréries de saint Vincent et du Rosaire du couvent des Dominicains. Les neuf autels toujours présents, avec leur retables peints et sculptés, sont les suivants :
1. Maître-autel : sculptures de Maître Arnt et de ses successeurs Jan van Halderen et Ludwig Juppe, tableaux de Jan Joest et de ses élèves.
2. Autel des Sept Douleurs : Henrik Douverman, Hendrik Grotens et Ferdinand Langenberg
3. Autel de saint Georges : Maître Arnt, Derick Baegert, Ludwig Jupan
4. Autel de la Vierge Marie : Ludwig Jupan
5. Autel de Crépin et Crépinien : Kerstgen van Ringenberch
6. Autel de la Trinité : Arnt van Tricht[1]
7. Autel de saint Jean-Baptiste : Arnt van Tricht
8. Autel de saint Jacques : Maître Rutger et un élève de Maître Arnt
9. Autel de sainte Anne trinitaire : inconnu.

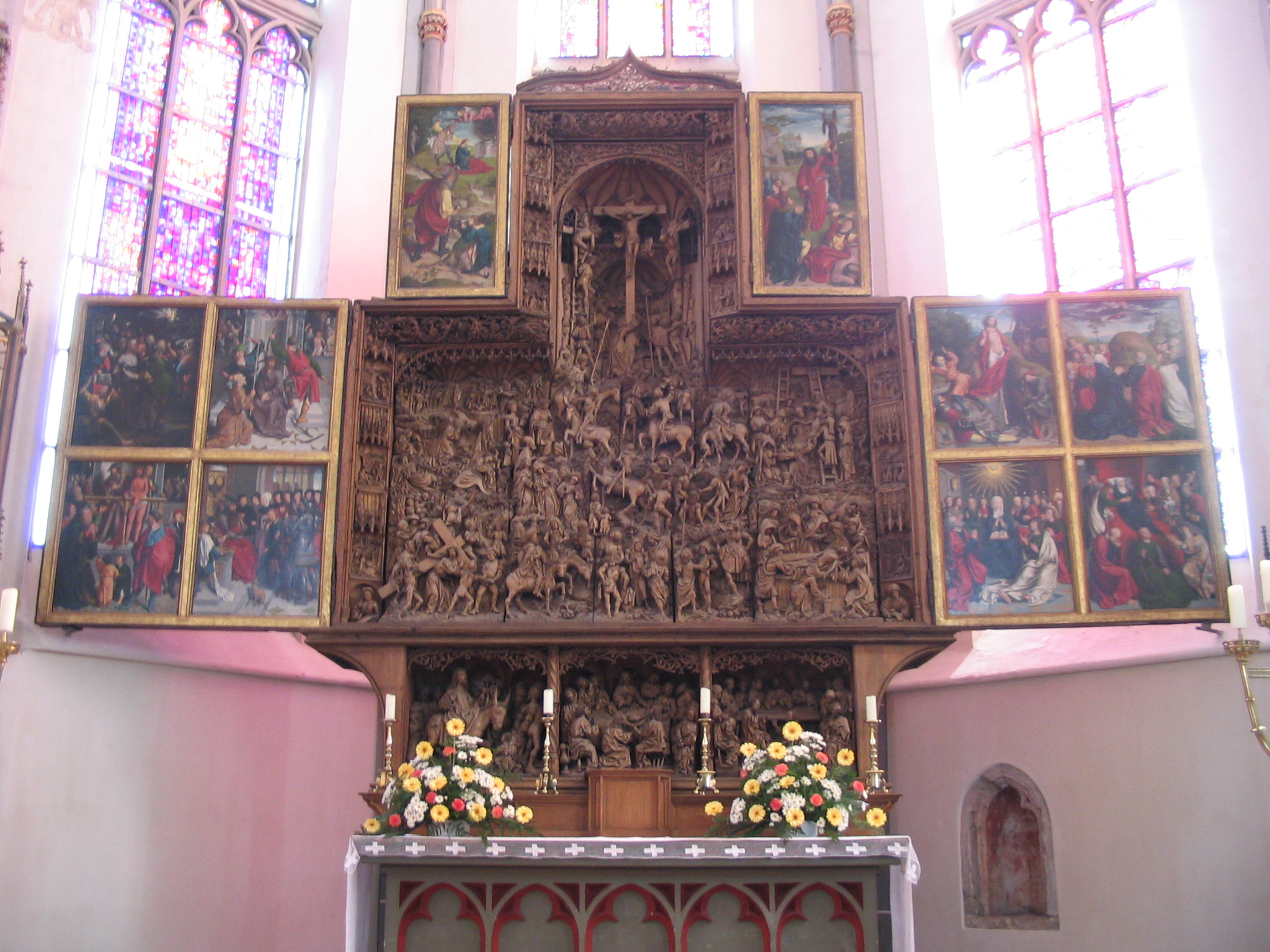
(1) Maître-autel
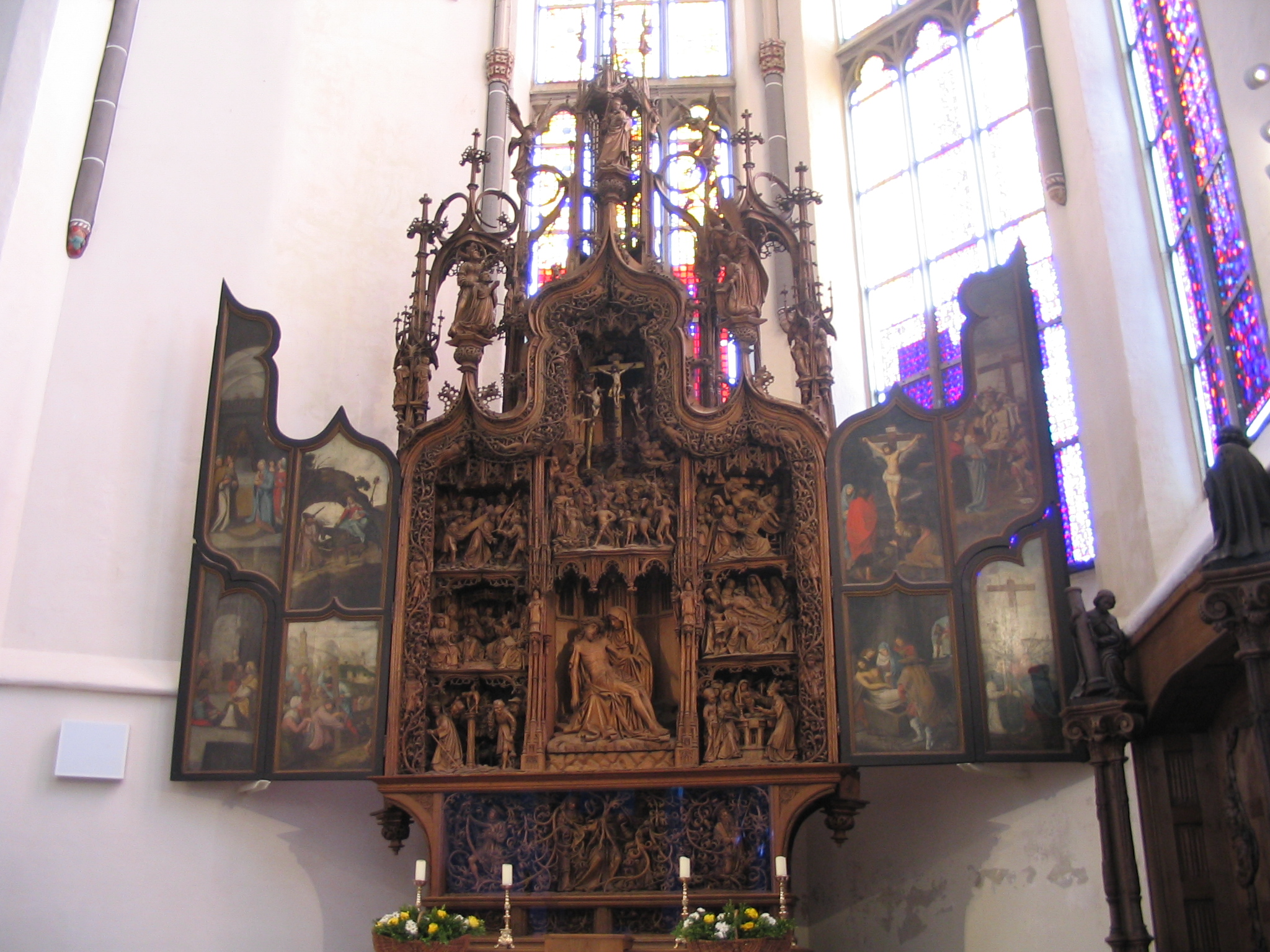
(2) Autel des sept douleurs de Marie
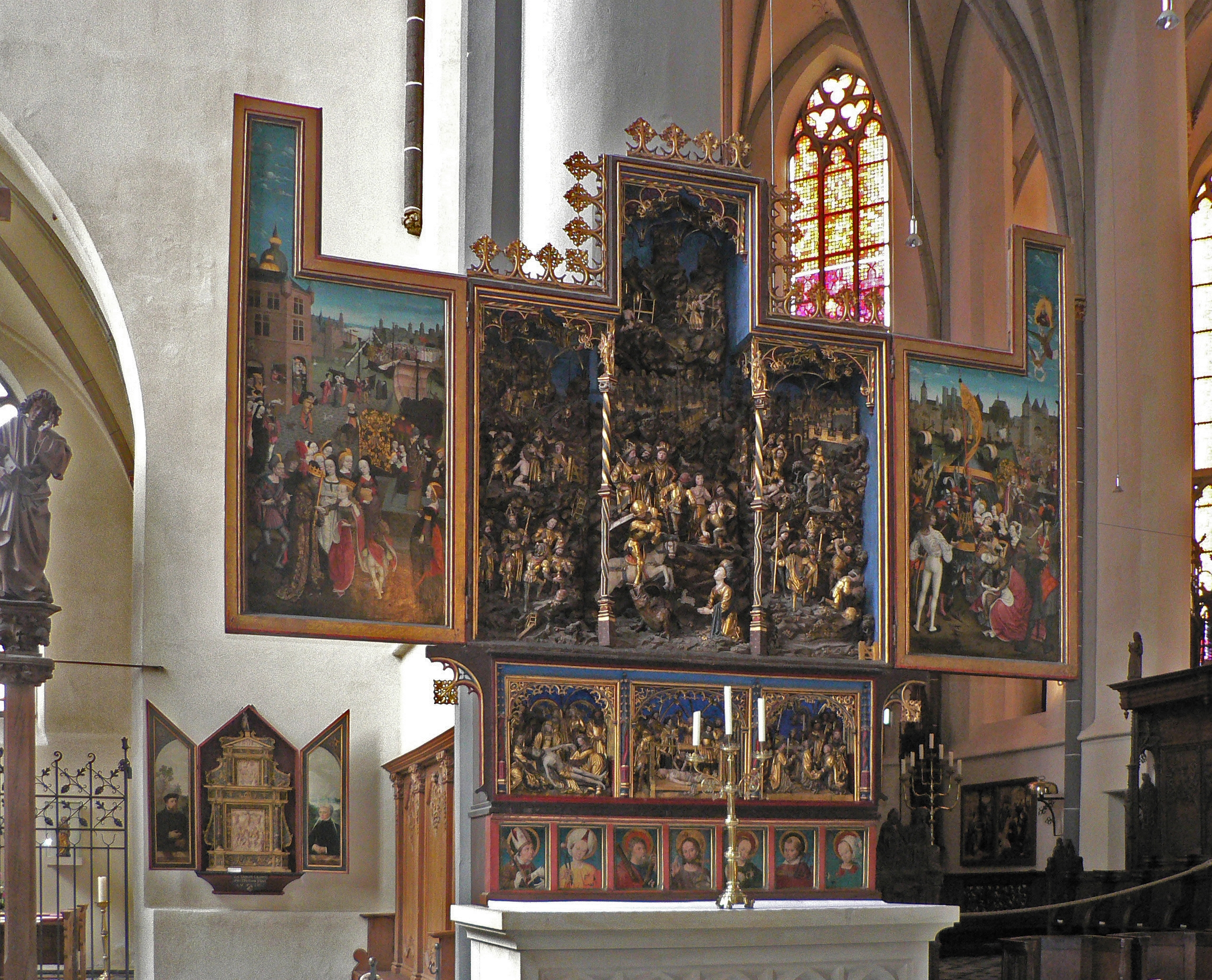
(3) Autel de saint Georges
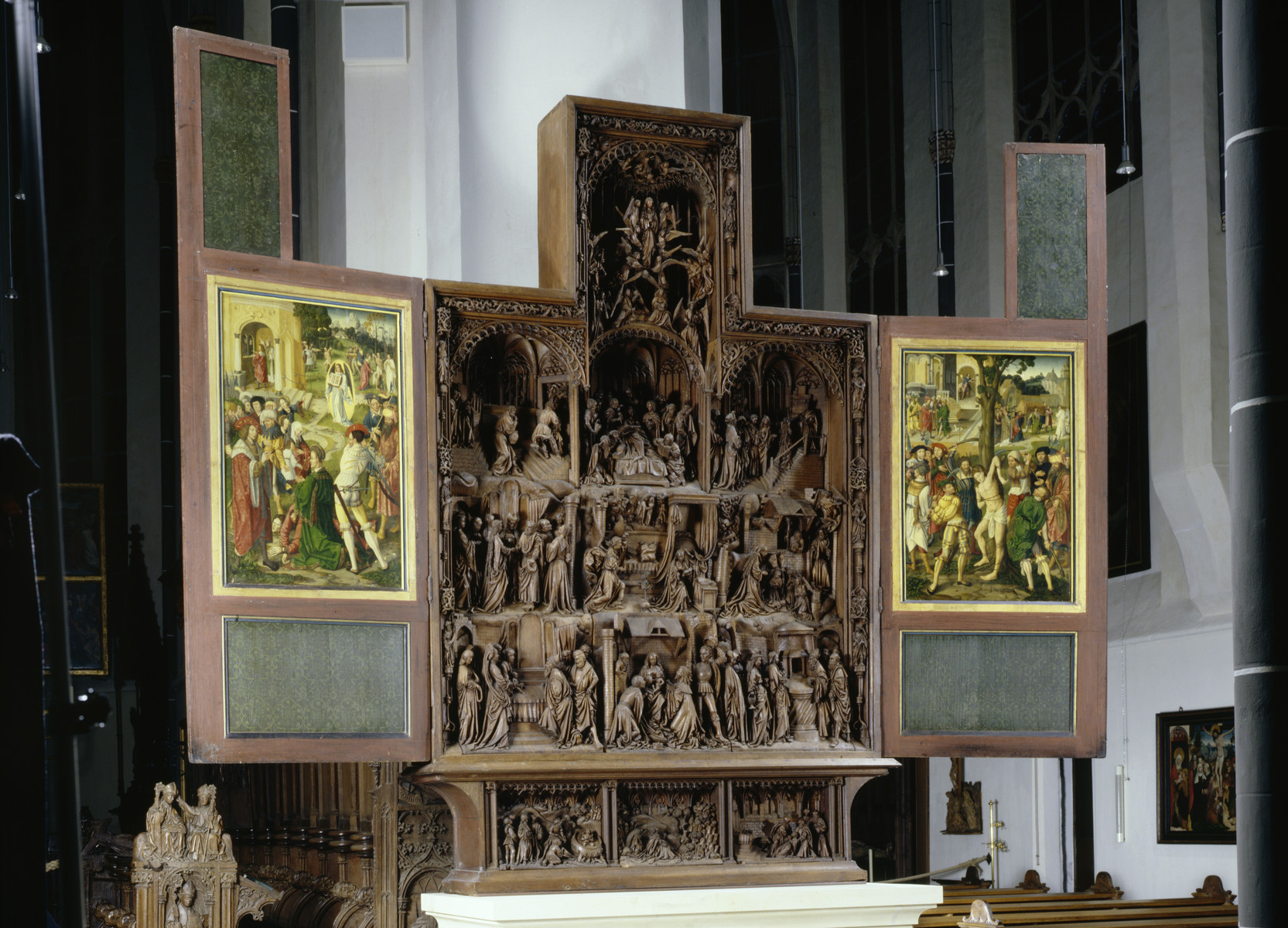
(4) Autel de la Vierge Marie
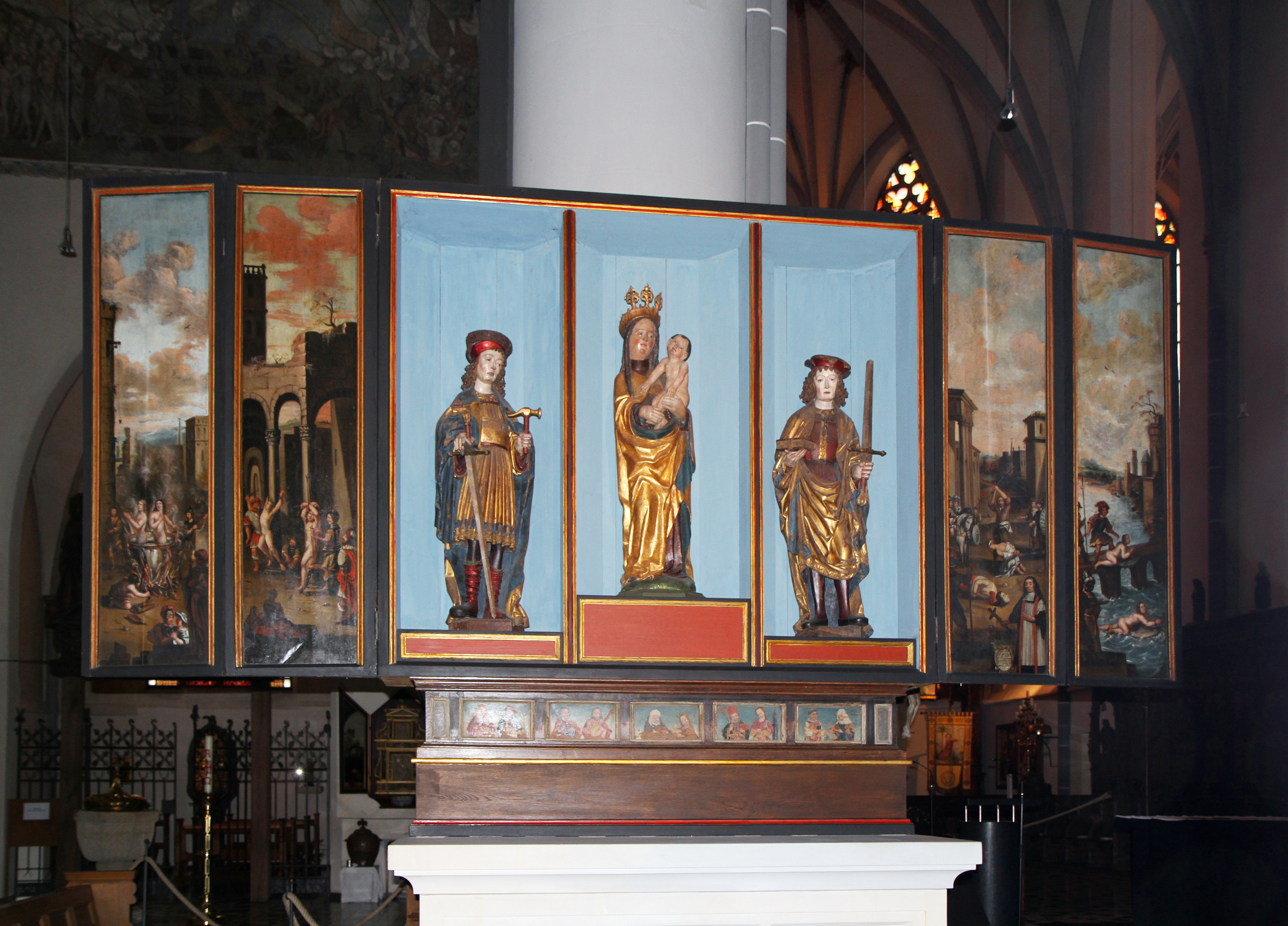
(5) Autel de Crépin et Crépinien
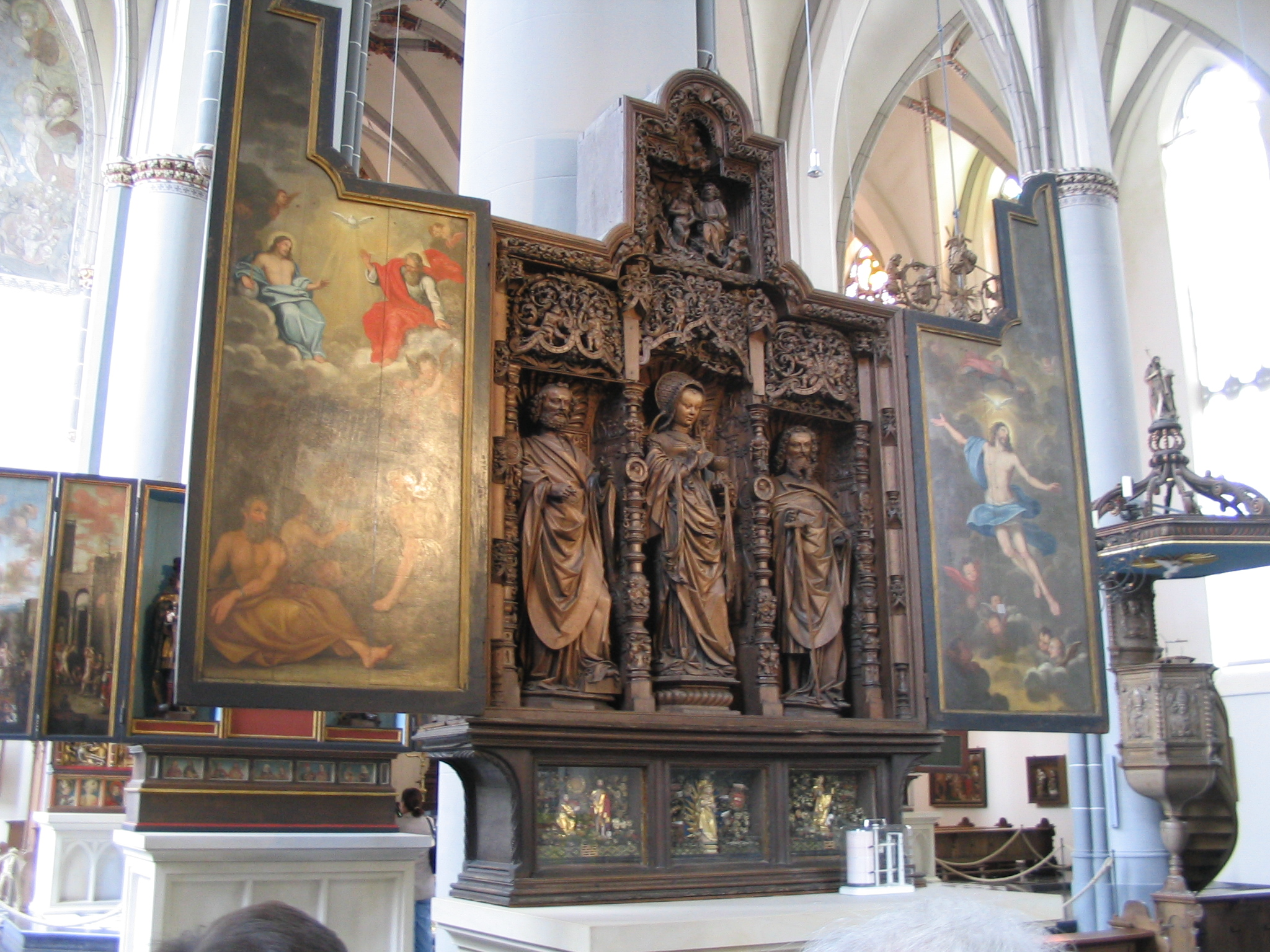
(6) Autel de la Trinité
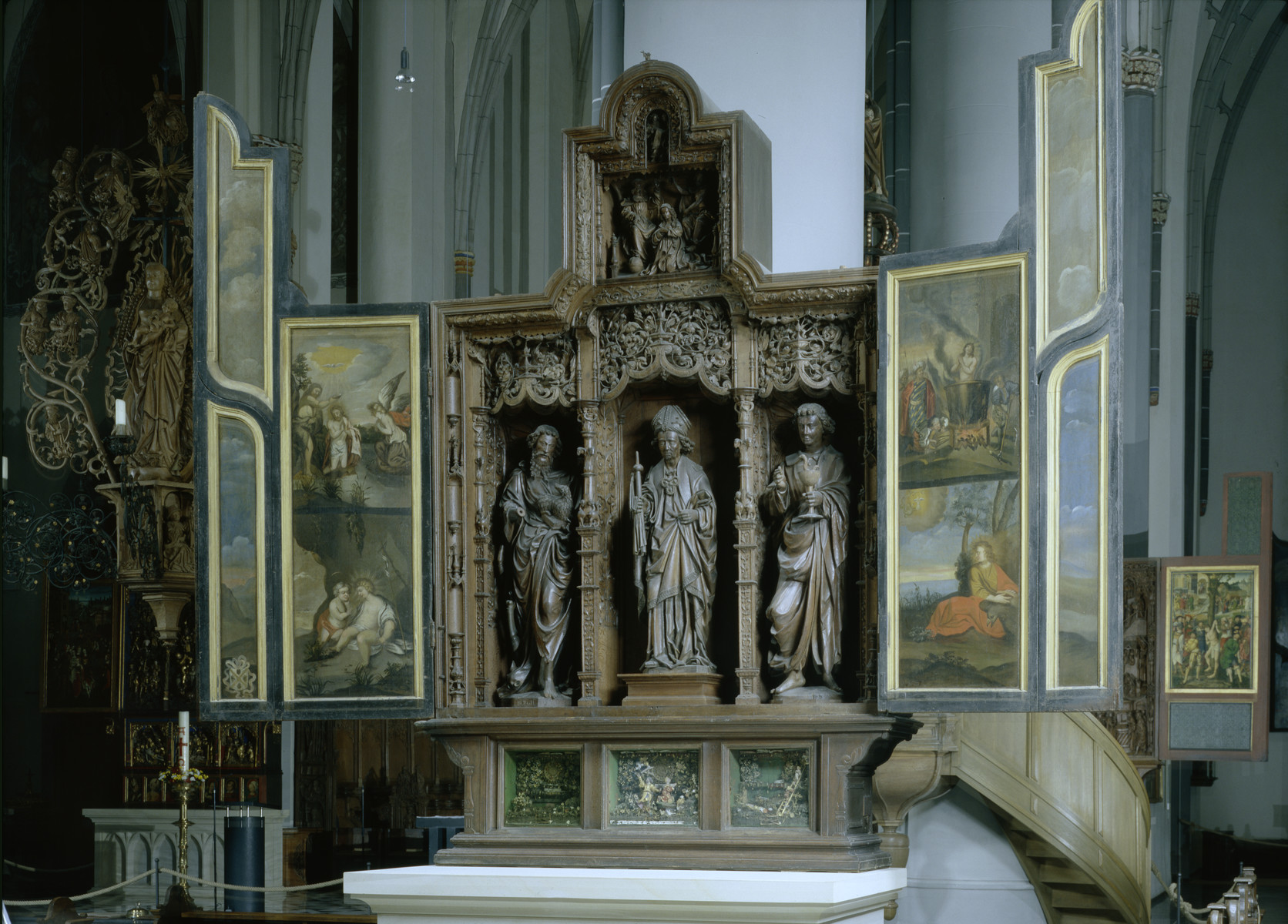
(7) de Jean-Baptiste
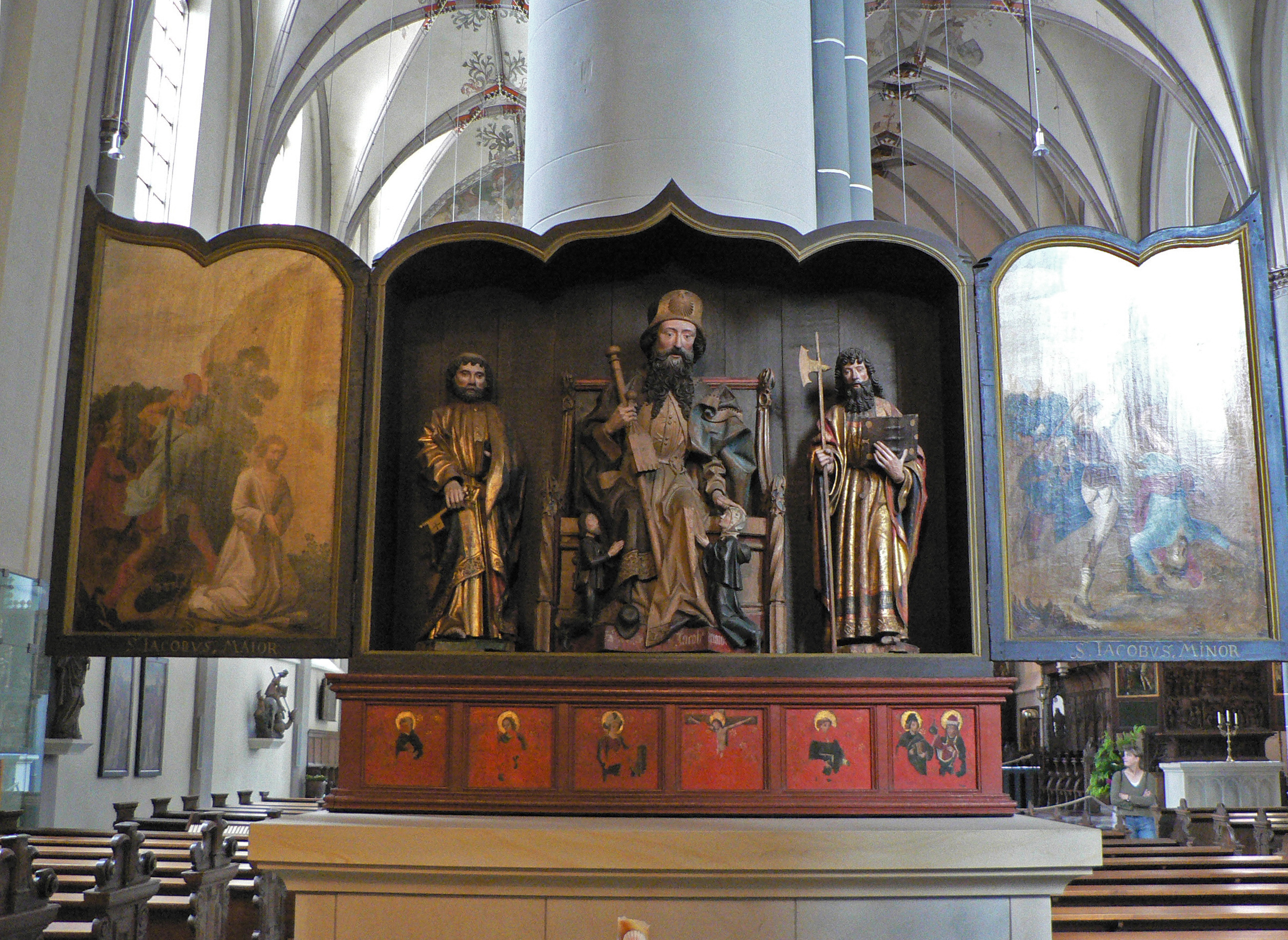
(8) Autel de saint Jacques
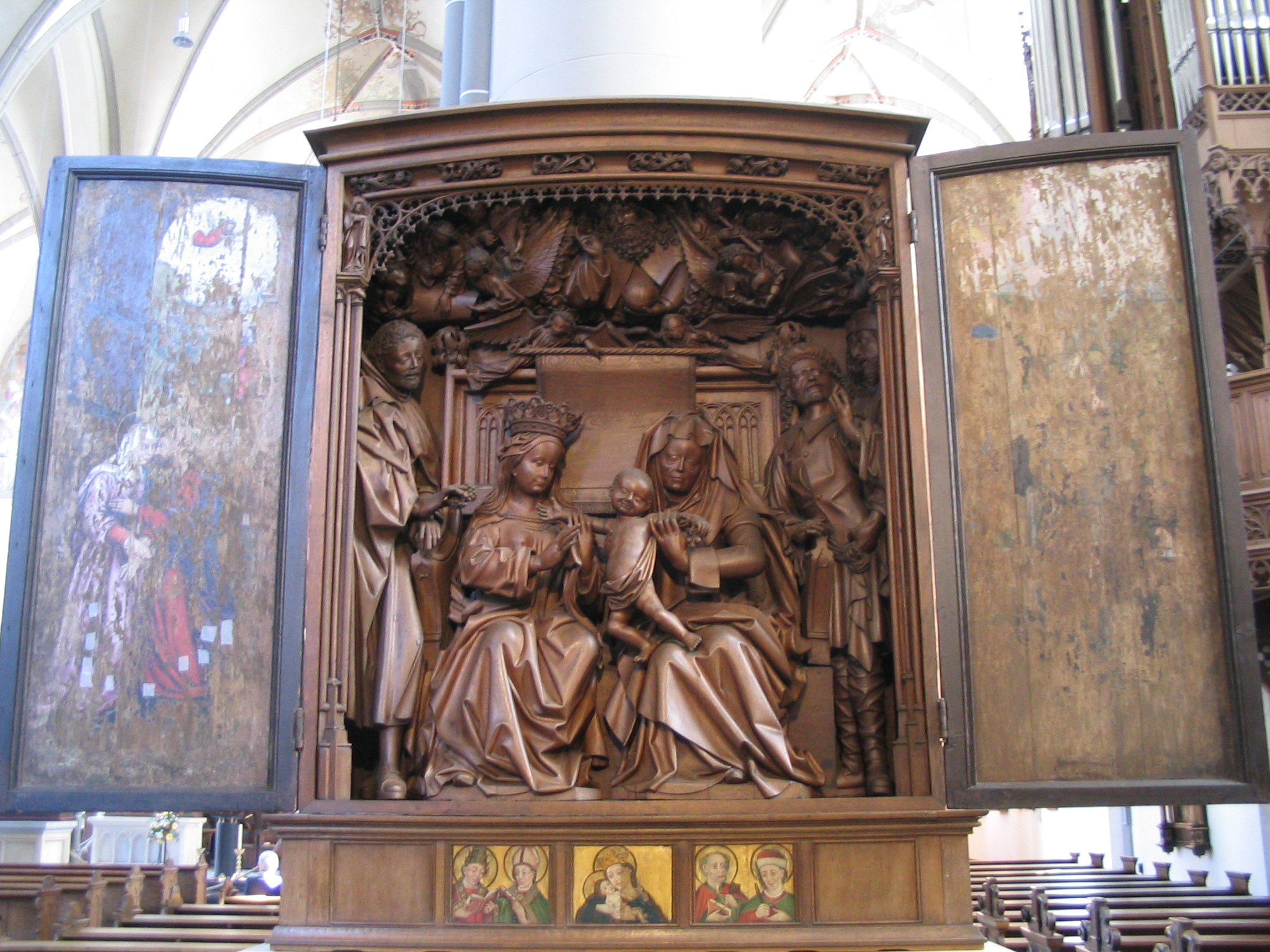
(9) Autel de saint Anne trinitaire

## Autels particuliers

### Le Maître-autel

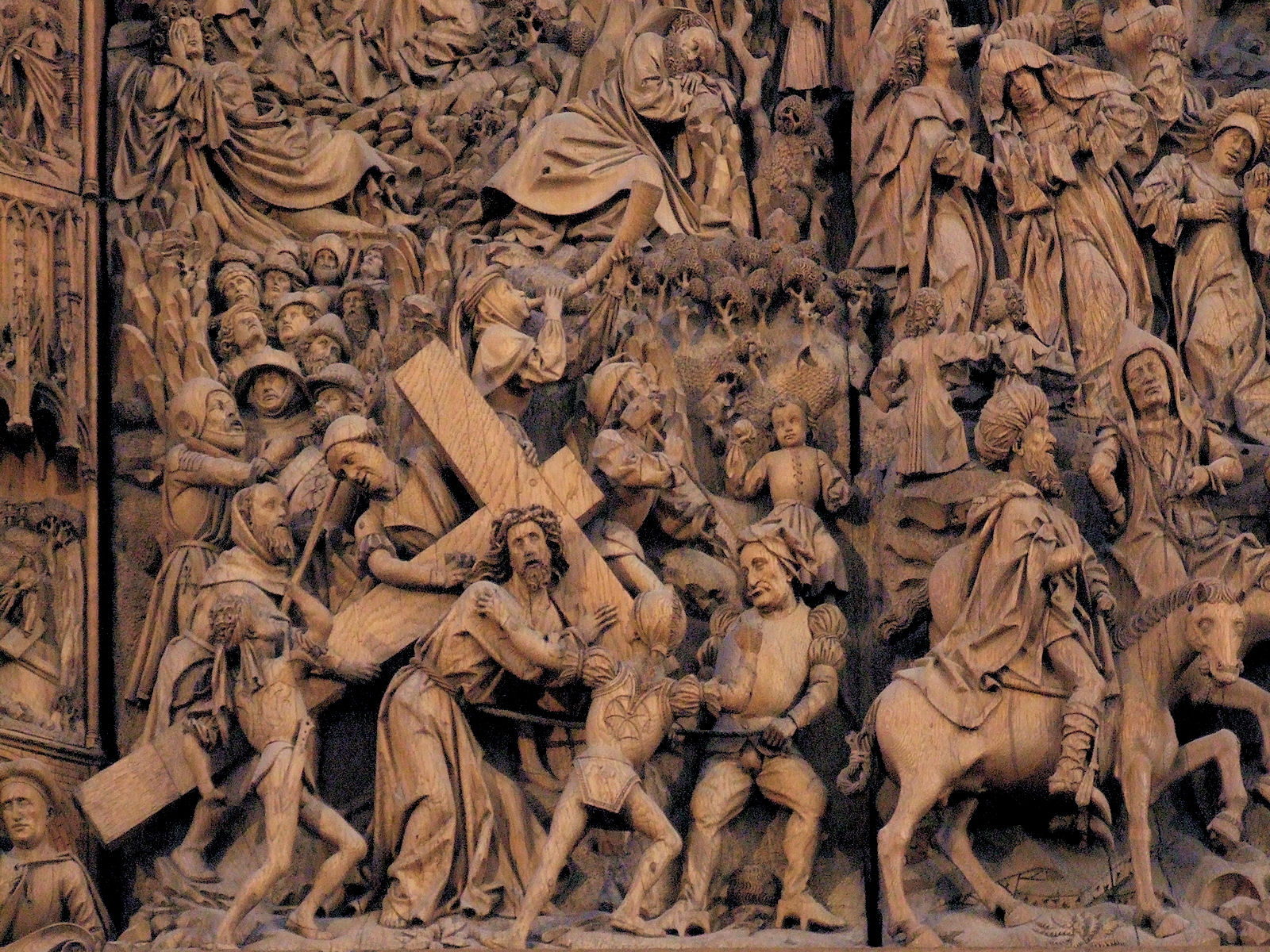
Portement de croix (détail de la partie gauche).

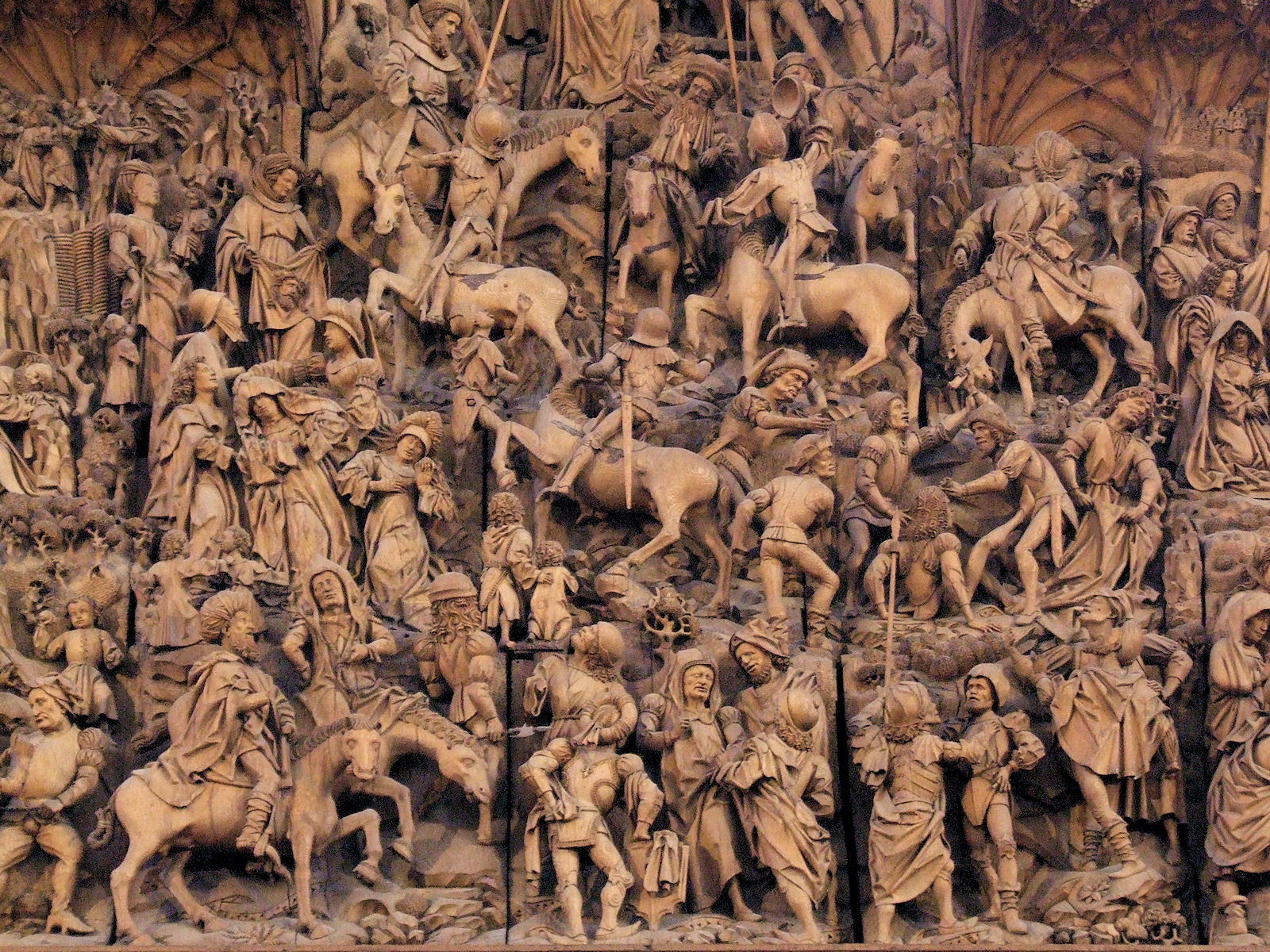
Marie de douleur soutenue par Jean, et la dispute pour le partage des vêtements du Christ (détail de la partie centrale).

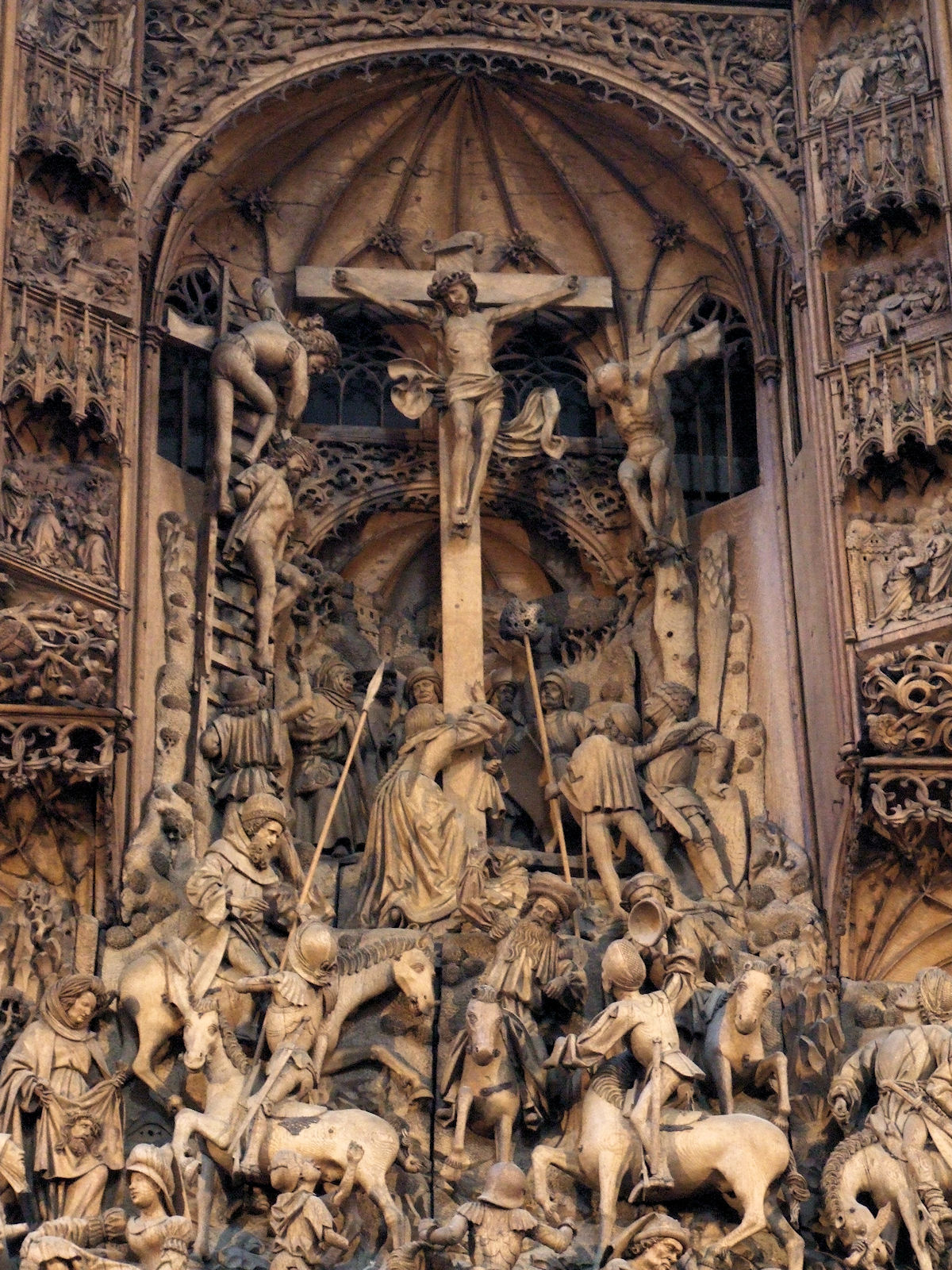
Crucifixion avec Marie-Madeleine (détail de la partie centrale).

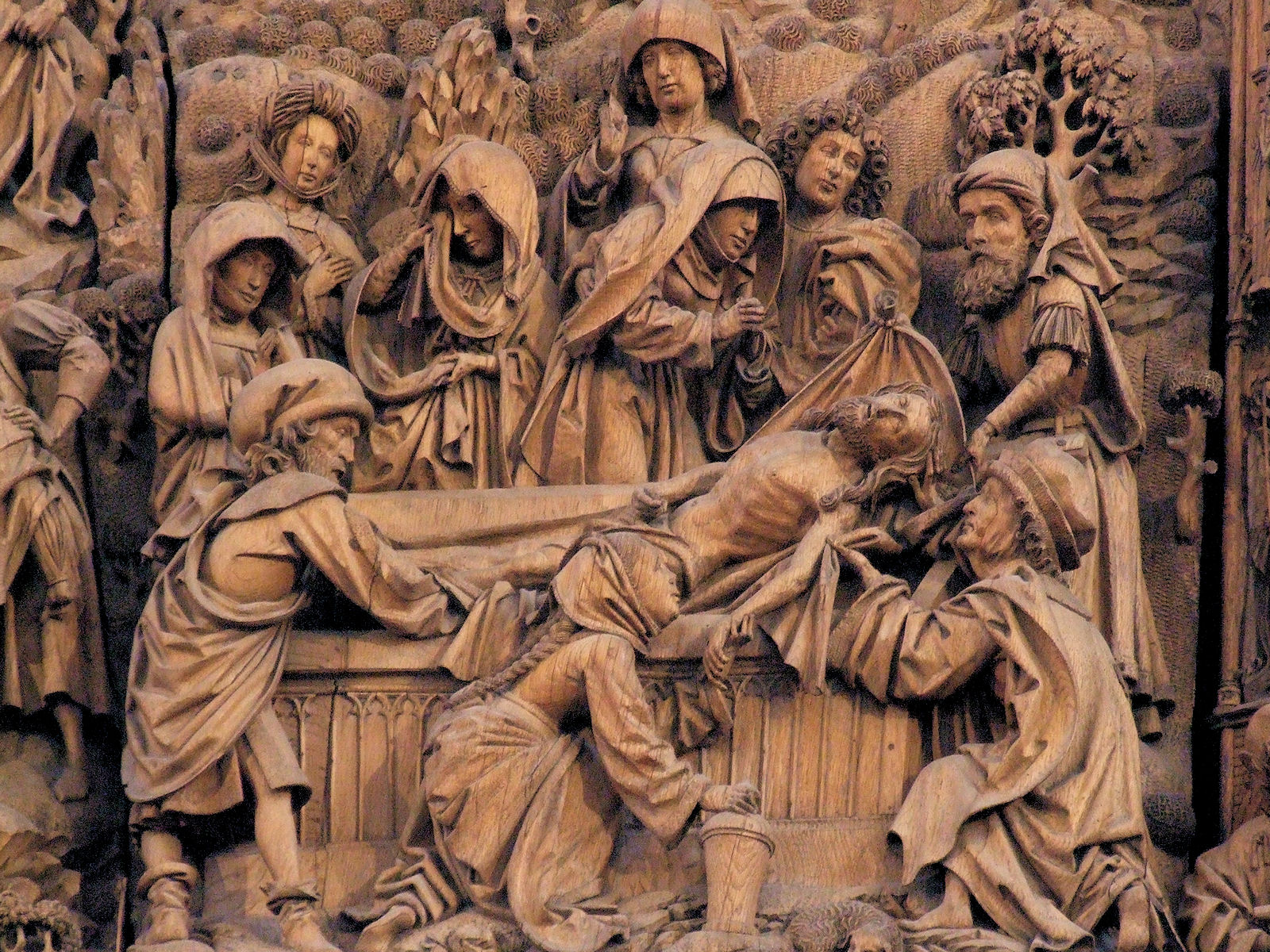
Mise au Tombeau (détail de la partie droite).

Le maître-autel a été commencé en 1488 par Maître Arnt, aussi appelé Arnt van Zwolle, ou Arnt Beeldesnider (« Arnt le sculpteur »), mais est resté inachevé à sa mort en 1492. En 1498, Jan van Halderen a contribué à son achèvement ; il a été terminé en 1498-1500 par Ludwig Jupan de Marburg. Les peintures des ailes latérales ont été créées entre 1506 et 1508 par Jan Joest.
Le retable ouvert a pour thème la Passion du Christ. La représentation est répartie sur le panneau central, mais elle commence dès la prédelle, avec l’entrée à Jérusalem et la Cène, et se poursuit sur les tableaux du volet droit avec la Résurrection, l'Ascension, la Pentecôte et la Mort de la Vierge.
Le retable sculpté donne à voir une superposition et un enchevêtrement d'un très grand nombre de scènes petites et grandes autour de la vie et de la Passion de Jésus avec, comme couronnement, la scène de la crucifixion dans le haut de la partie centrale. On peut observer que le retable est composé de morceaux sculptés individuellement puis assemblés; avec le temps, cette composition apparaît plus clairement. La peinture des panneaux, d'usage à l’époque, aurait caché les coupures, mais les panneaux n'ont pas été peints, soit par manque d'argent, soit parce que les goûts avaient évolué.
Les scènes principales sont le Portement de croix, en bas à gauche, au-dessus le Christ à Gethsémani, puis encore au-dessus, et plus petit, deux scènes avec Judas et les soldats, et la trahison de Judas.
Au centre, sous la crucifixion donc, Marie en douleur et Véronique avec le suaire. Dans la partie droite, les soldats se disputent les vêtements du Christ ; au-dessus la Déposition et la Mise au tombeau. Il faut donc lire chronologiquement les scènes de la gauche vers la droite, sur la partie gauche de haut en bas, et sur la partie droite de bas en haut.
Les scènes ont été sculptées avec une précision de détails et une virtuosité technique remarquables. On le voit en particulier dans les plis des vêtements et le rendu de coiffures, par exemple dans la dispute des soldats. Aussi chaque visage a une expression propre. On peut supposer que tous ces personnages ont eu pour modèle des gens de Kalkar de l’époque.
La conception d'ensemble du retable est due à Arnt lui-même. Des documents montrent l'achat, par la confrérie de l'église, de bois en des lieux divers. Arnt travaille à Zwolle où il a son atelier. Après son décès en 1492, les diverses parties sont transportées de Zwolle à Kalkar et complétées, d'abord en 1498 par Jan van Halderen qui réalise l’entrée à Jérusalem et la Cène, dans la prédelle. La même année 1498, Ludwig Jupan est chargé d'achever le retable qu'il termine en 1500. Ludwig Jupan a été identifié au Maître Loedewich. Quelques années plus tard, il réalise l’autel de Marie, dans la même église.
Les deux peintures tout en haut de l’autel représentent le sacrifice d'Abraham et Moïse et le serpent d'airain. Le retable fermé montre des peintures allant de l'Annonciation à la scène du temple, et d'autres événements ultérieurs, à savoir le Baptême du Christ, Transfiguration, Jésus et la Samaritaine, et la Résurrection de Lazare (représentée sur le marché de Kalkar).

### Autel des sept douleurs de la Vierge

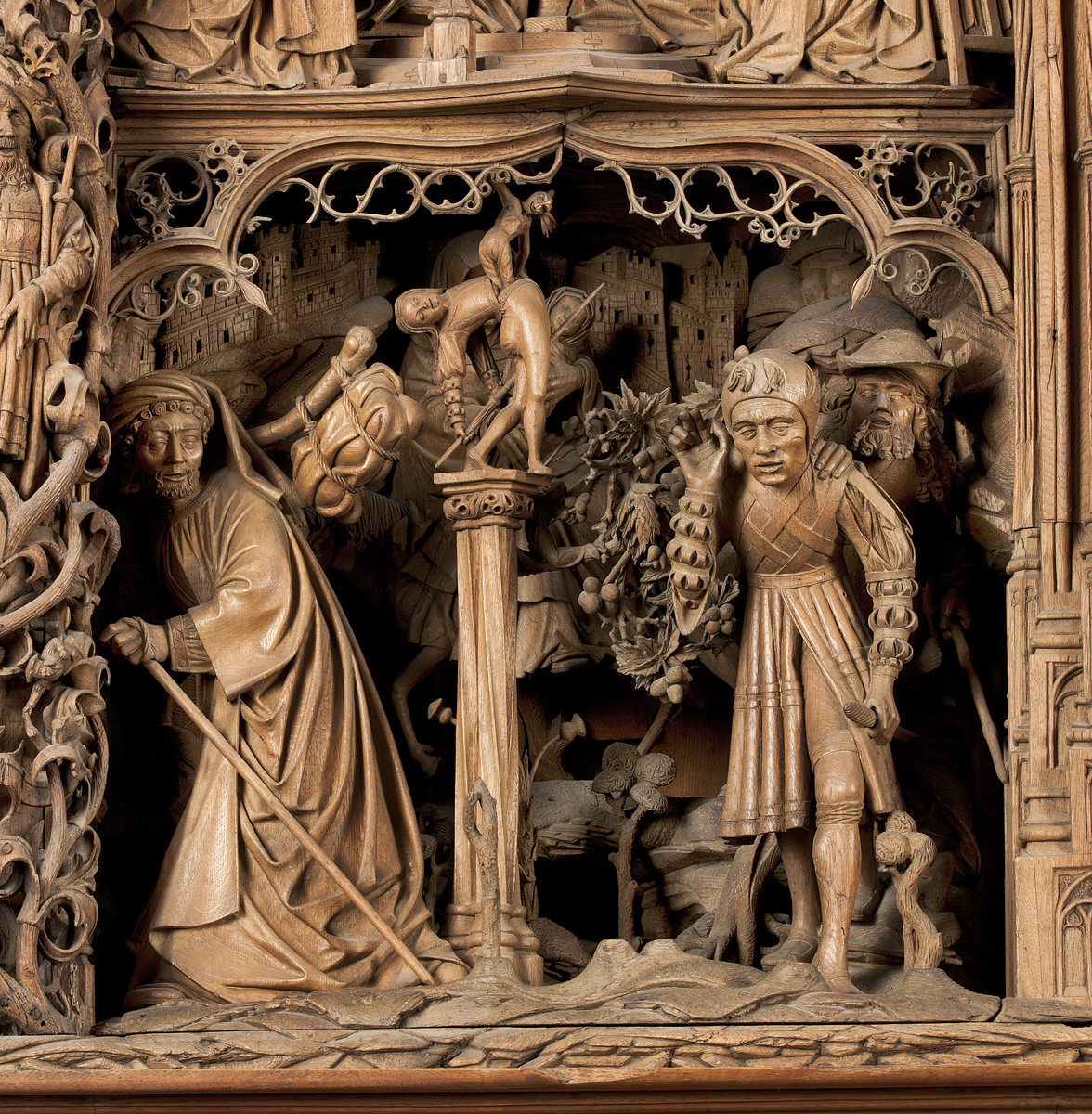
Fuite en Égypte.

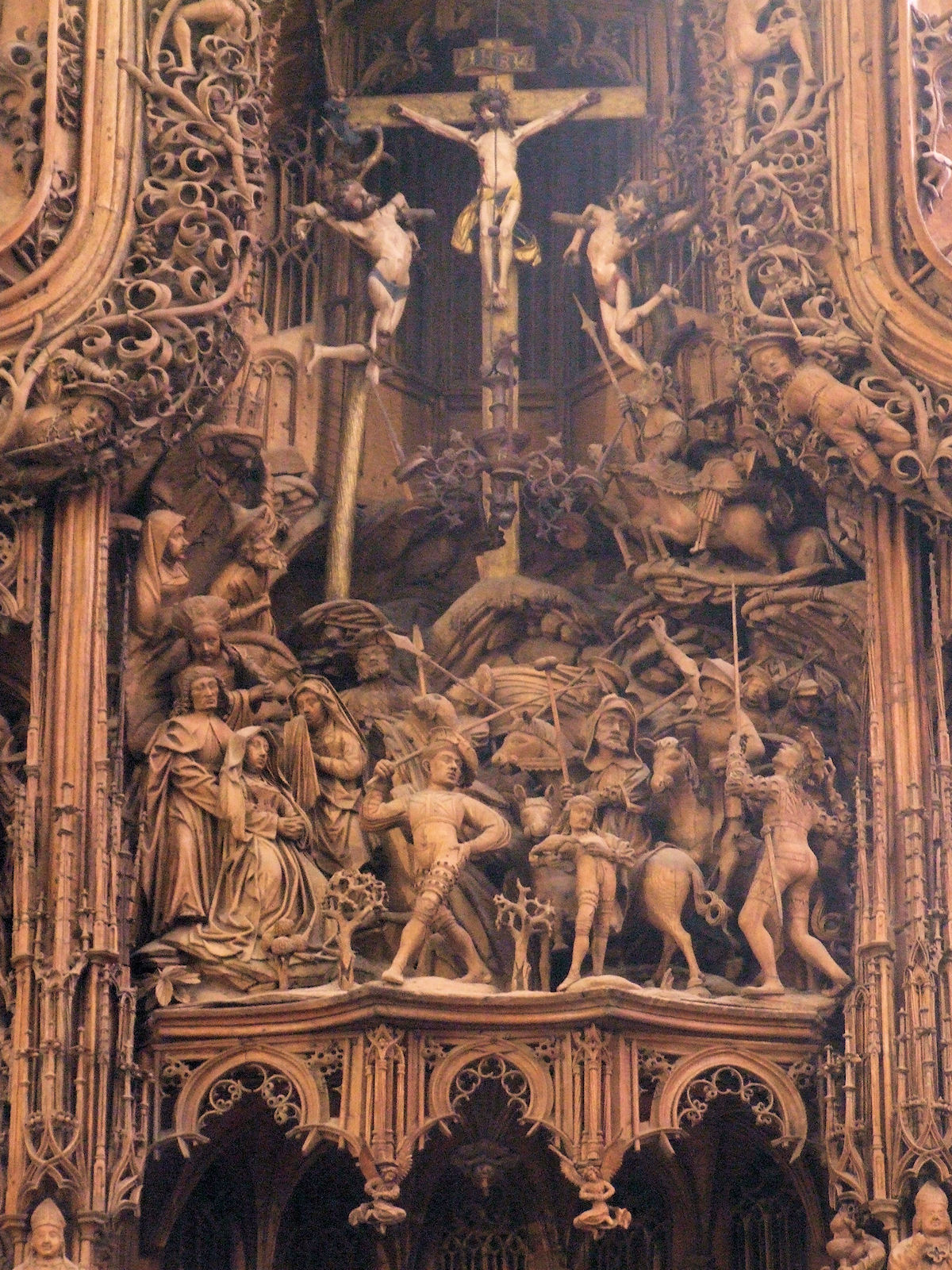
Crucifixion (détail). Dans les volutes des branches l'arbre de Jessé, des personnages, comme emprisonnés.

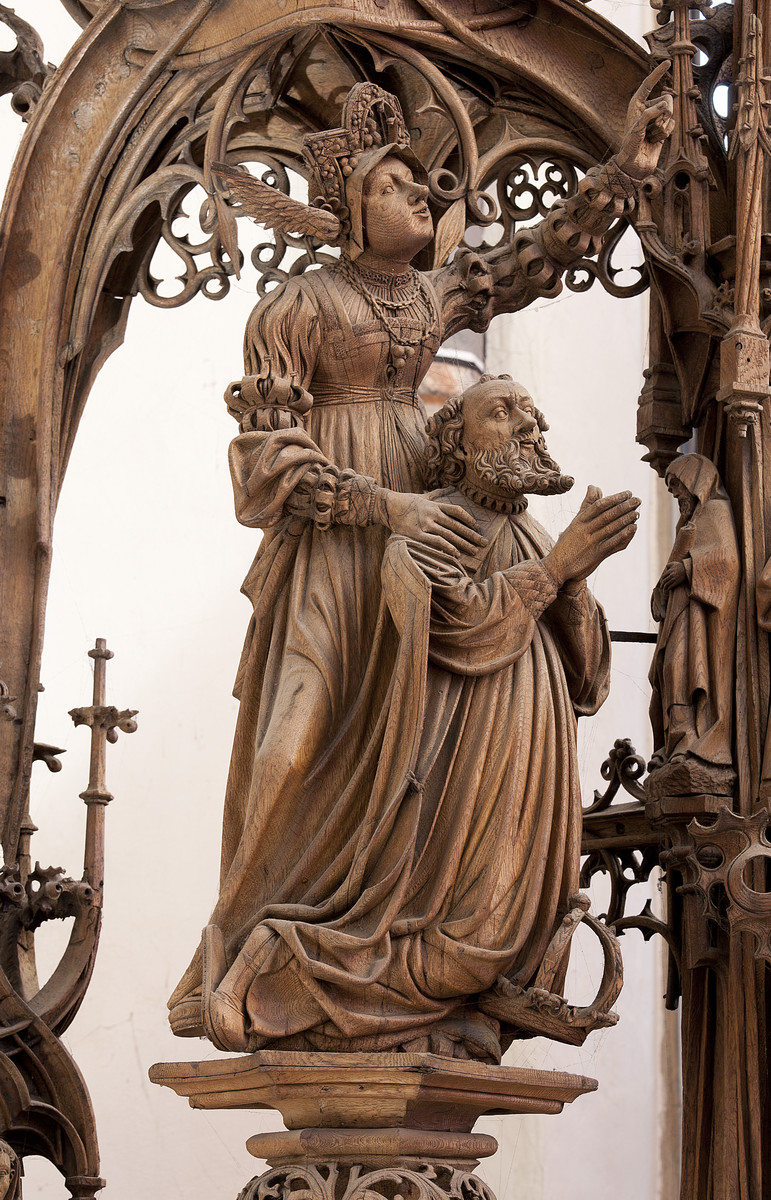
Sibylle tiburtine et l'empereur Auguste.

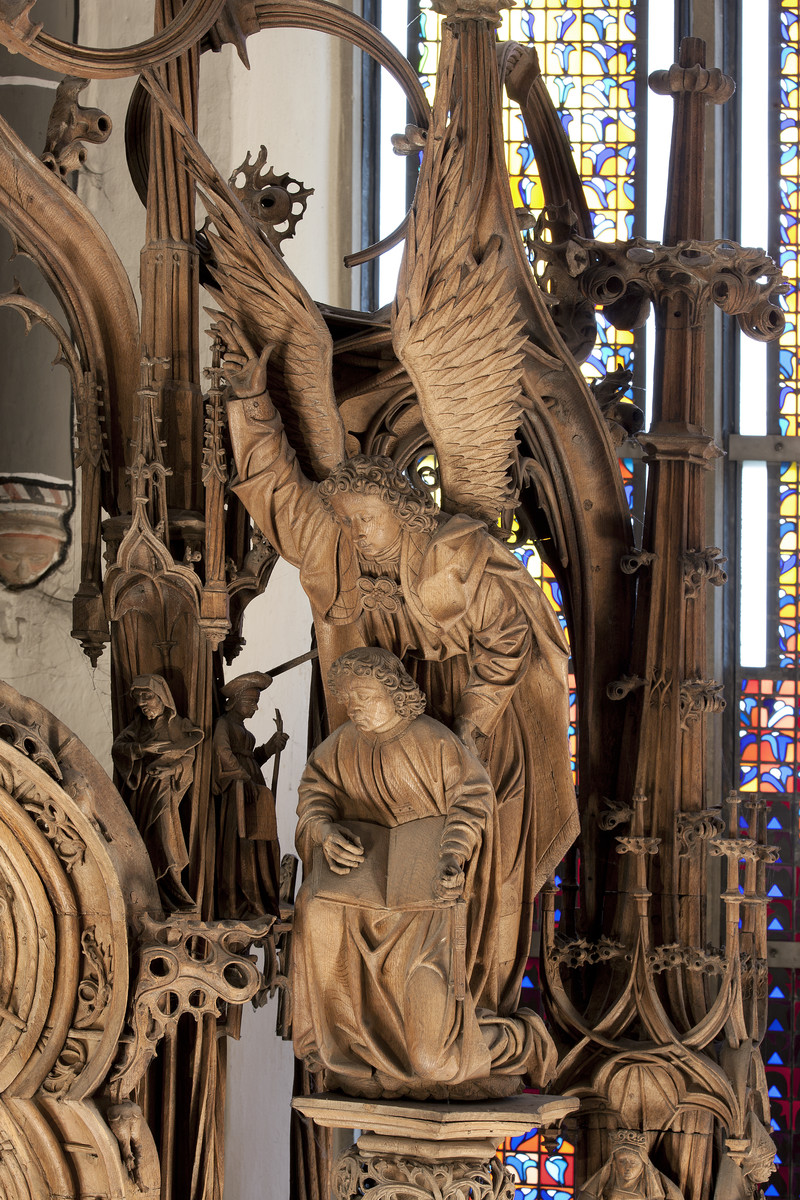
Jean à Patmos et l'ange de l'apocalypse.

L'autel des sept douleurs de la Vierge a été créé par Henrik Douverman entre 1518 et 1521, sur commande de la confrérie de Notre-Dame de l'église paroissiale de Saint-Nicolas. C'est un magnifique retable de sept mètres de haut des sept douleurs de Marie, et c'est aussi la seule œuvre de Douverman dont l'attribution est documentée. 
L'architecture à compartiments montre l'influence de retables qui existent à Anvers, la décoration éclatée a des modèles dans le sud de l'Allemagne, notamment à Ulm. 
Partant de la personne de l'ancêtre Jessé, figuré dans la prédelle, les branches richement ciselées s'élèvent et enlacent les autres ancêtres de Jésus qui encadrent la structure à compartiment de l'écrin central. Le chêne cassant semble libéré de ses contingences, tant il se tord et se plie jusqu'à monter dans une auréole rayonnante qui contenait autrefois une statue pieuse, remplacée par une Vierge à l'Enfant en gloire de style néo-gothique. Sur la pointe de la partie gauche de l’écrin est représentée la Sibylle tiburtine qui montre du doigt, à l'empereur Auguste, la statue de la Vierge en gloire. Sur la pointe de la partie droite, en pendant, Jean à Patmos avec l'ange de l'Apocalypse. Seuls les trois crucifiés sont colorés en blanc, les autres parties du retable en bois brut.
Le compartiment central, le plus grand aussi, contient une Pietà. Cette figure date de 1902 et est de Ferdinand Langenberg. Elle remplace une figure plus ancienne. Les trois compartiments de gauche contiennent, de bas en haut, la Fuite en Égypte, Jésus avec les docteurs au Temple, et la Montée au calvaire. Les compartiments de droite contiennent, toujours de bas en haut, la Présentation de Jésus au Temple, la Mise au tombeau et la Descente de croix. La présentation de la Fuite en Égypte est originale : la Vierge et l'Enfant sont presque complètement masqués par une colonne sur laquelle un saltimbanque fait une figure acrobatique, et du ventre de cette figure sort un petit arlequin qui achève de cacher la Vierge et l'Enfant. 
Tout en relatant des scènes bibliques, Douverman conserve l’usage de l'époque de représenter des personnages vêtus selon la mode du jour. Les vêtements des personnages importants contiennent tous les attributs de la mode du jour. Cela se voit particulièrement bien dans les personnages qui paradent devant les crucifiés. Et même dans la présentation au temple, l'enfant Jésus est emmailloté comme c'était alors l'usage.
Les panneaux sur les ailes latérales datent de 1636, et sont de Hendrik Grotens, un artiste de Kalkar. 
Les thèmes se rapportent aux scènes du retable sculpté.

### Autel Saint-Georges

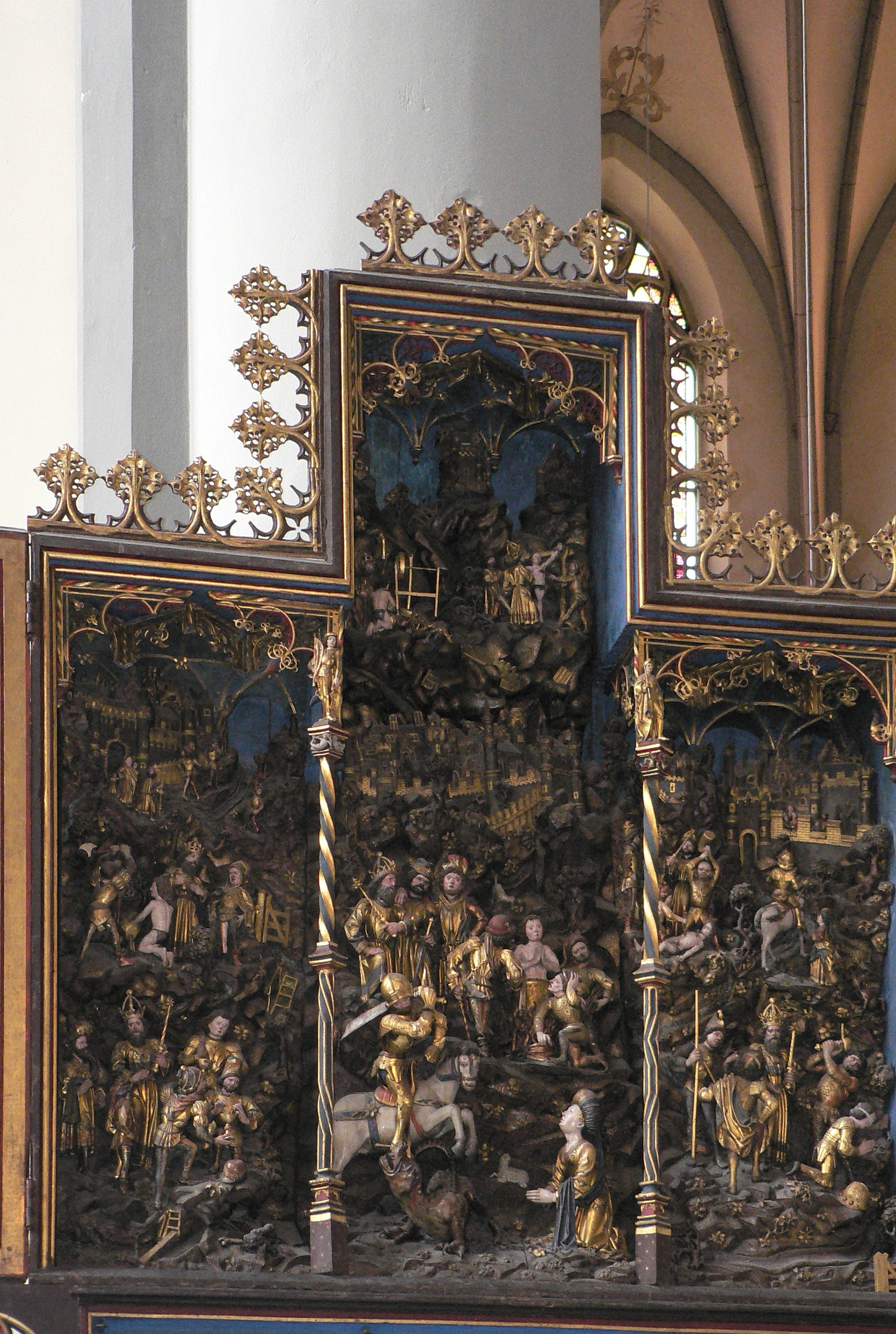
Panneau central.

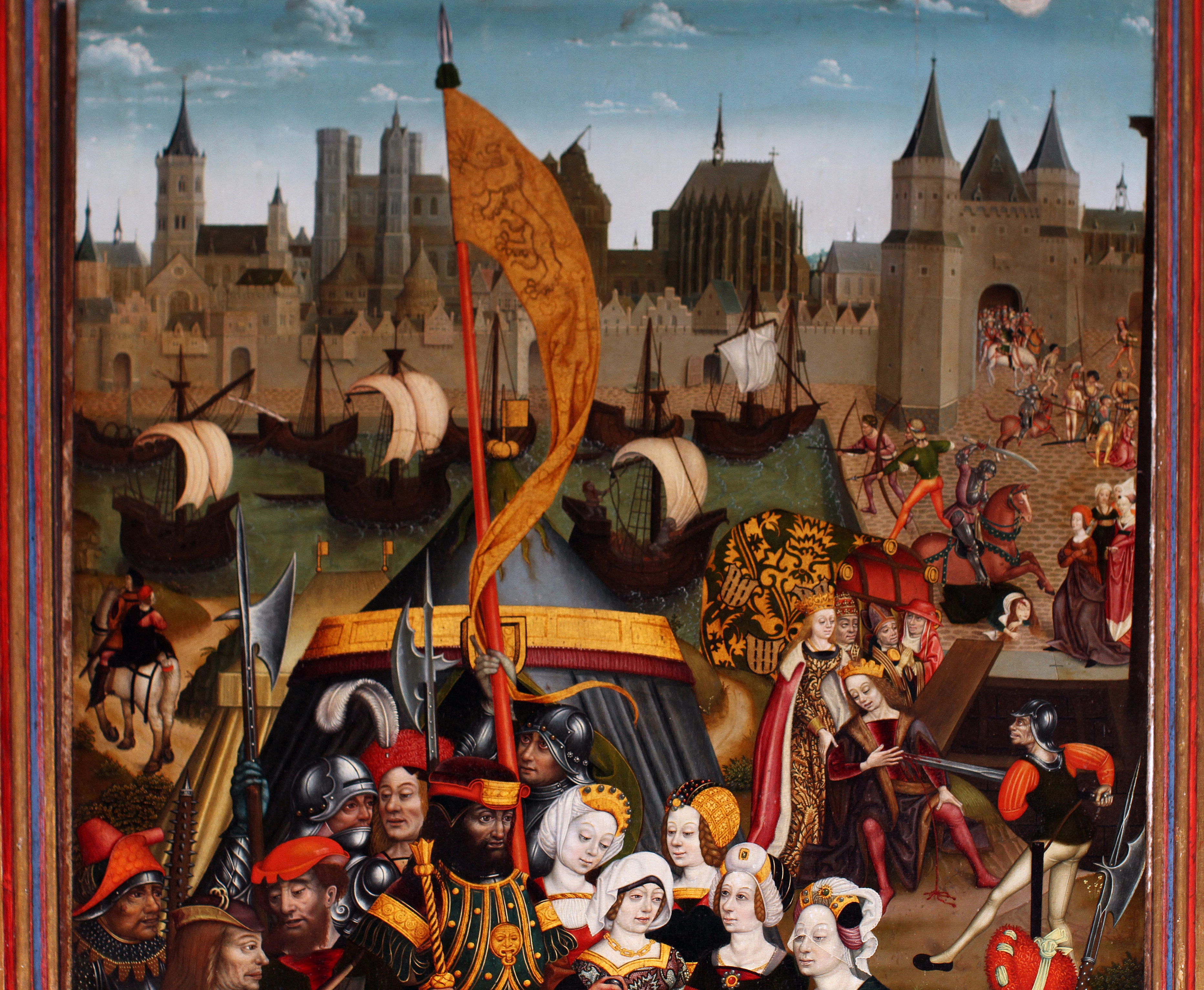
Retour de sainte Ursule à Cologne. Volet droit (détail). L'arrière-plan représente Cologne au XVe siècle.

L'autel Saint-Georges est composé d'un retable posé sur un pied d'autel. Le retable lui-même est formé d'un panneau central entièrement sculpté et de deux volets latéraux dont les panneaux sont peints. L'ensemble est posé sur une prédelle en trois compartiments sculptés, et dont le pied lui-même contient une série d'images du Christ et de saints.
La composition actuelle du retable est récente. La prédelle inférieure, avec les images du Christ et de saints peints vers 1490 par Derick Baegert, provient d'un autre retable, dédié à saint Sébastien. La prédelle supérieure montre trois compartiments de sculptures, de l'atelier de Ludwig Jupan, créés entre 1506 et 1508. Ils proviennent également d'un autre autel
La partie centrale du retable est l'œuvre de Maître Arnt, aussi appelé Arnt van Zwolle, ou Arnt Beeldesnider (« Arnt le sculpteur »), et se présente dans sa forme originelle. Le panneau a été commencé vers 1480 et achevé en 1492. La vie et le martyre de Georges, comme racontés par la légende, sont décrits dans neuf scènes. Elles sont représentées dans un arrière-plan commun, séparé en trois parties par deux fines colonnes torsadées.
La scène centrale montre saint Georges à cheval qui défait le dragon. À ses côtés, agenouillée, la princesse Aja délivrée par Georges, et au-dessus le père de la princesse, roi de la ville légendaire Sibèle menacée par le dragon. La scène est mise en évidence par la plasticité et la taille des personnages : ils sont rendus presque en ronde-bosse, et ils sont agrandis par rapport aux autres. Les autres scènes décrivent les innombrables tortures infligées à Georges, à gauche par exemple la préparation du calice de poison qu'il doit boire, plus loin on lui enfonce des pieux dans le corps, il est jeté dans une bassine contenant du plomb fondu, on lui coupe les mains, etc. C'est finalement la décapitation, représentée du la partie droite. 
La sculpture de maître Arnt est caractérisée par un style à la fois gracieux et plein de tensions internes, rendu par un traitement très fin détaillée de la surface. On est dans la période du Moyen Âge finissant, lorsque la gravure sur cuivre ou sur bois se manifeste comme un genre nouveau qui influence aussi les autres formes d'art.
La prédelle date du début du XVIe siècle. Dans sa partie supérieure, trois compartiments présentent la Lamentation, la Messe de saint Georges, et le Martyre de saint Érasme. Les peintures des ailes latérales datent de la même époque. Elle montrent, sur les panneaux intérieurs, deux épisodes de la vie de sainte Ursule, avec au fond la silhouette de Cologne, et sur les panneaux extérieurs saint Georges combattant le dragon, et saint Christophe.

## Vitraux

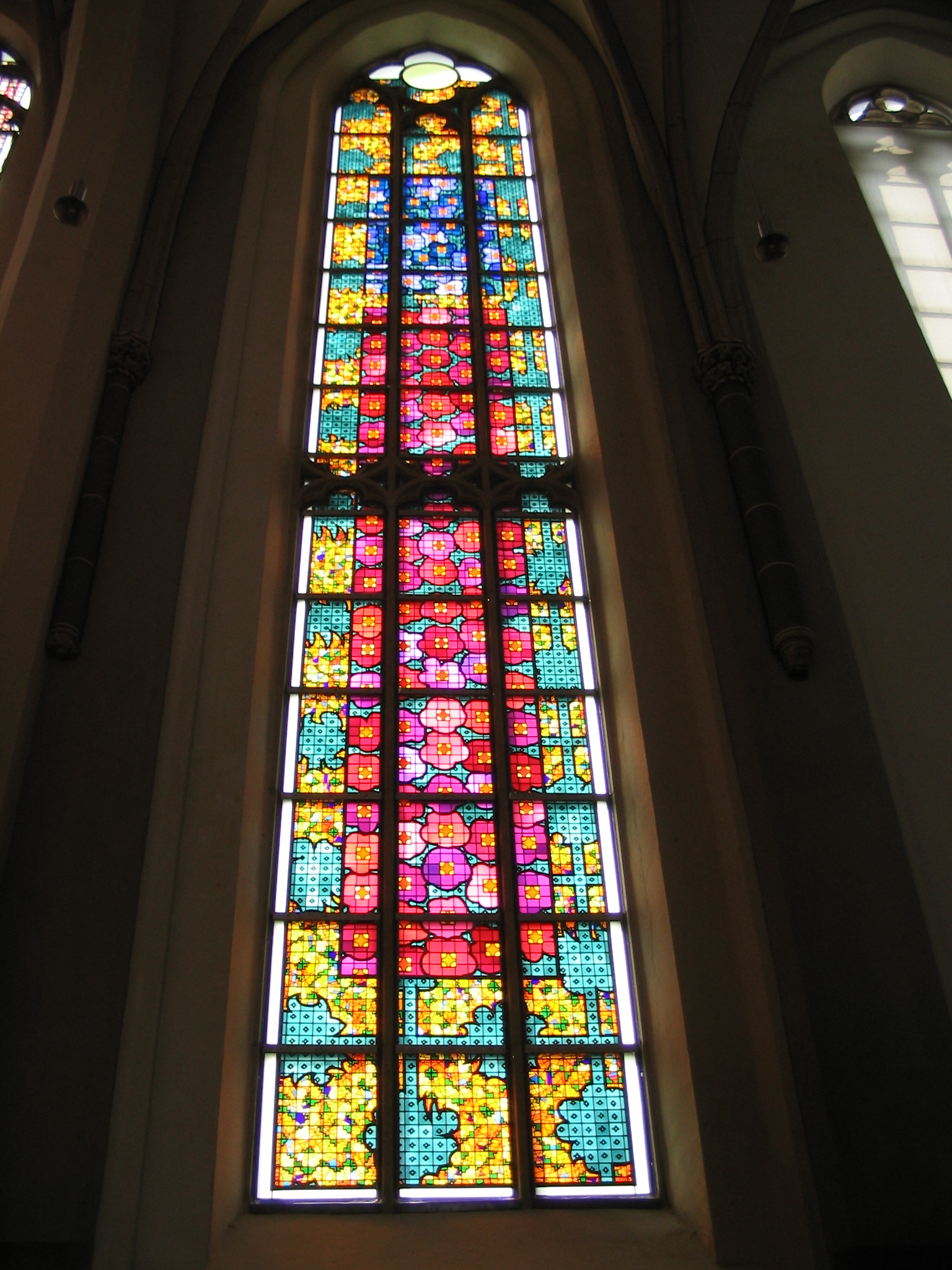
Une fenêtre de Karl-Martin Hartmann.

Ce qui rend la Nikolaikirche unique, c'est le lien existant entre ces œuvres d'art médiéval et les fenêtres contemporaines, réalisées par le biologiste, physicien et peintre de vitraux Karl-Martin Hartmann (de) en l'an 2000. 
Les motifs présents sont, entre autres, des diagrammes de Feynman, images spectrohéliographiques, y compris une représentation de la comète Hale-Bopp, une photo du groupe de galaxies Abell 2218 qui permet d'observer l'effet de lentille gravitationnelle prédit par Albert Einstein. 
Les fenêtres établissent une relation entre la représentation historique traditionnelle dans les vitraux des églises catholiques et les découvertes les plus récentes concernant la genèse de l'univers, pour constituer une nouvelle formule d'expression de l'histoire de la création. 

## Autre mobilier

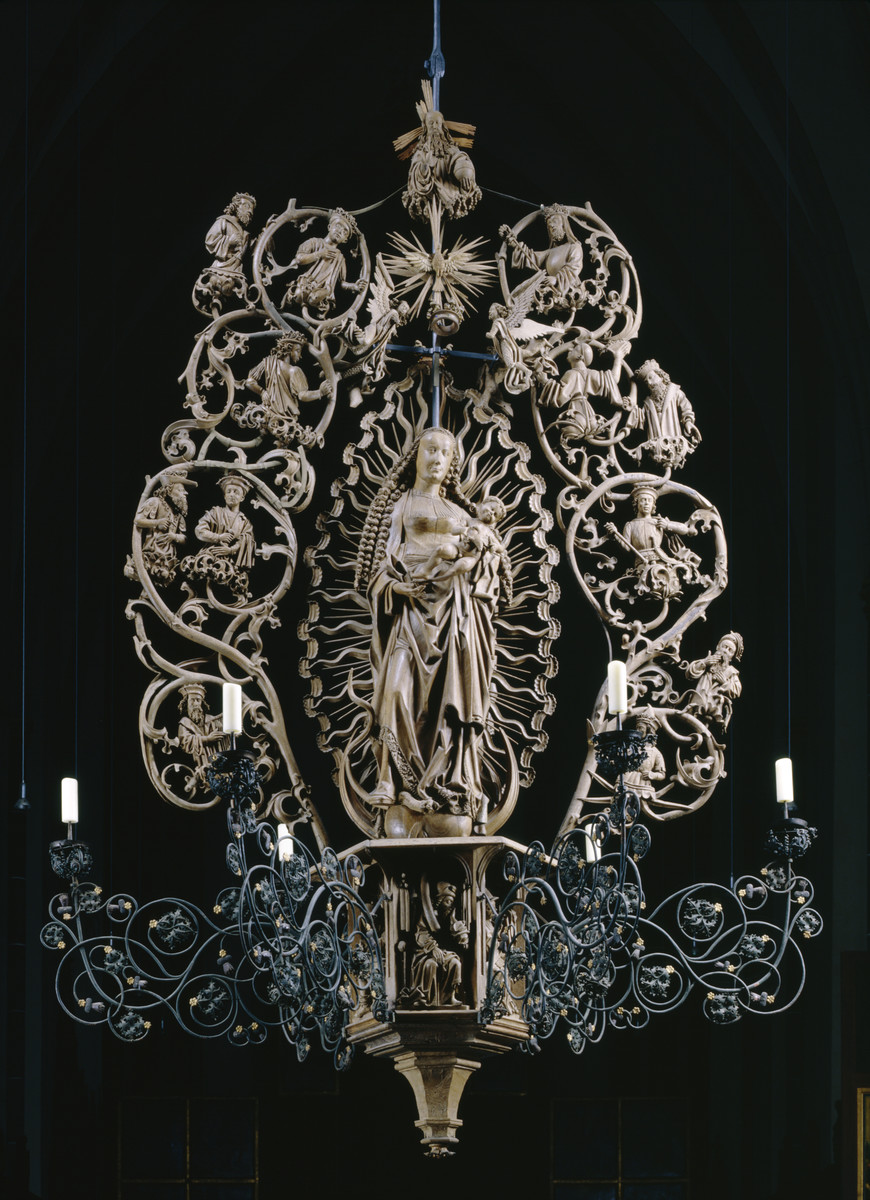
Marienleuchter - lustre de la Vierge en gloire

D'autres objets de décoration remarquables sont abrités à l'intérieur de l’église :
- le « Marienleuchter », ou lustre de la Vierge en gloire, qui domine la nef, commandé à Henrik Bernts en 1508 et complété par Kerstken van Ringenberg. Il consiste en un piédestal avec des figures auxquelles sont attachées des porte-cierges métalliques; au centre une double Vierge, debout sur une lune, entourée d'une mandorle de rayons de soleil et complètement entouré d'un arbre de Jessé. C'est un exemple bien préservé d'un type autrefois fréquent[5], et précurseur de l'Annonciation de Veit Stoss dans l'église Saint-Laurent de Nuremberg. Il a été ultérieurement modifié par Henrik Douvermann et Arnt van Tricht[6].
- les stalles, réalisées par Henrik Bernts, et modelées d'après les stalles installées par Maître Arnt en 1474 dans la Minoritenkirche de Clèves. Les décorations en relief sur les côtés des stalles et les miséricordes sont un reflet du vocabulaire courtois et élégant de Maître Arnt[6].
- de nombreux tableaux et polyptyques, comme la Crucifixion et la Mort de Marie. D'autres objets proviennent du monastère des Dominicain et sont arrivés en 1818. En plus du retable de Saint-Anne Trinitaire, il y a une Vierge et saint Jean provenant d'un jubé, des statues individuelles de Arnt et de Douvermann, et un Tombeau du Christ"" par Arnt[6].

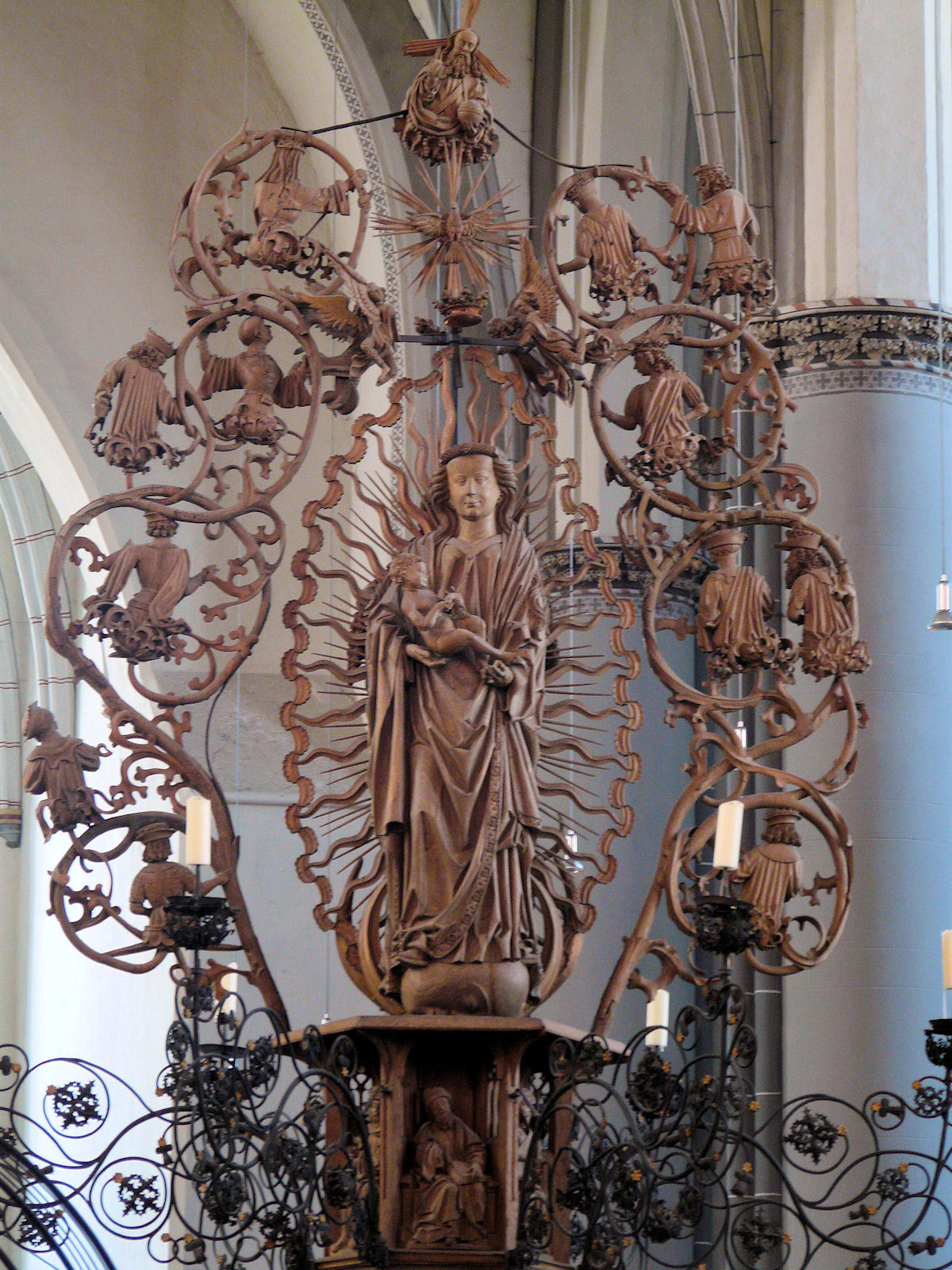
Lustre de la Vierge en gloire (dos)
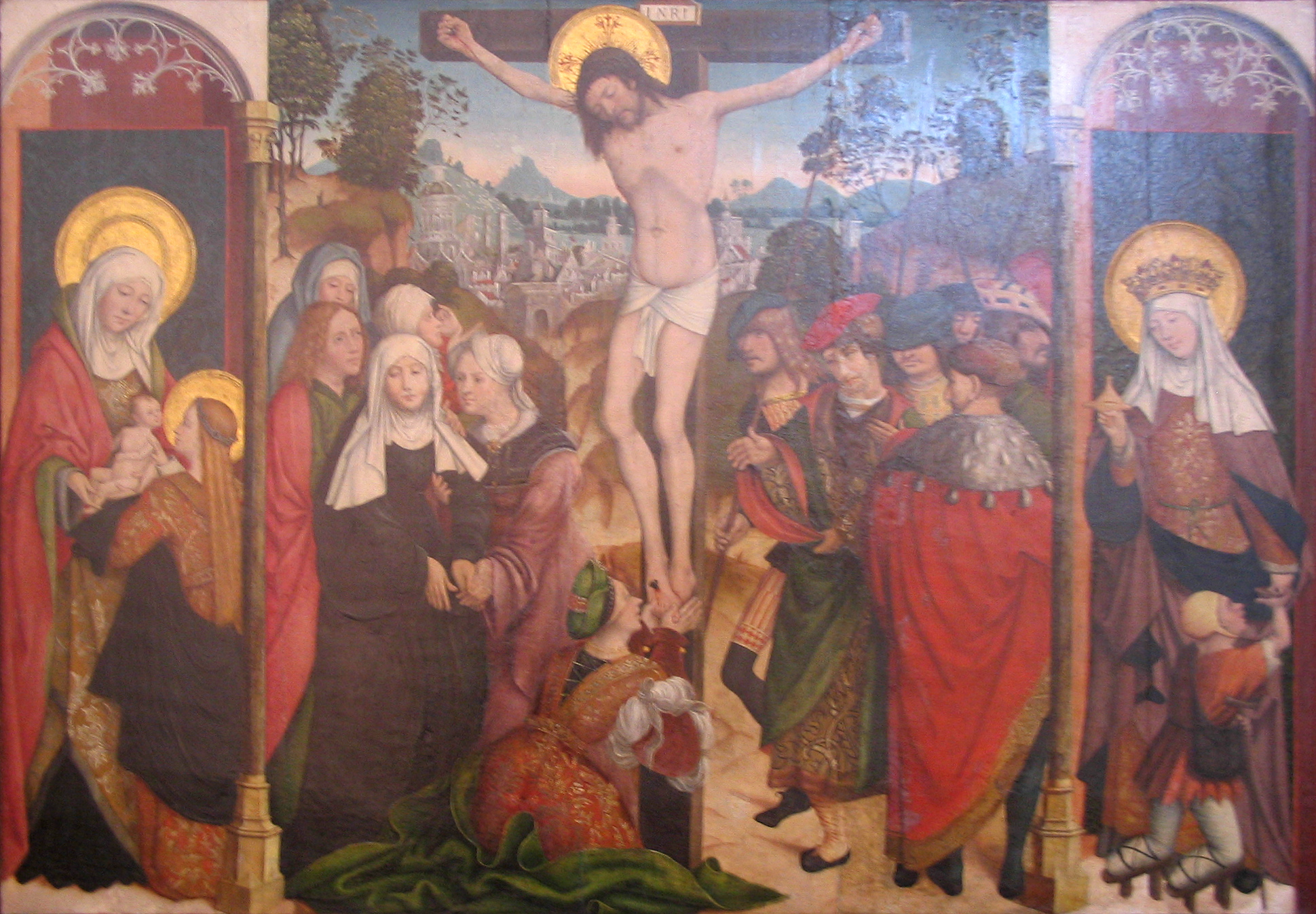
Crucifixion
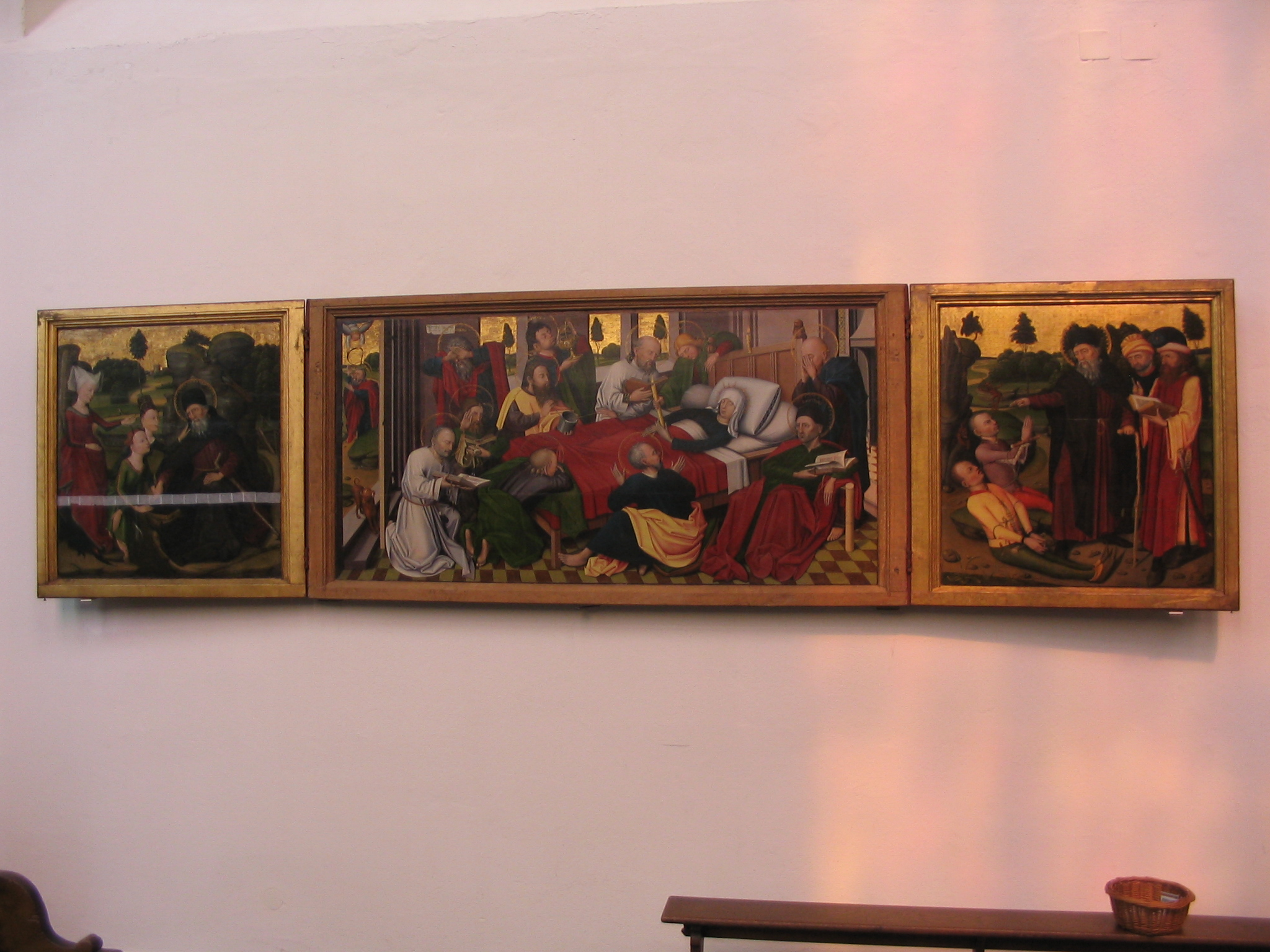
Retable de la Mort de Marie

## Orgue
L'orgue a été construit par le facteur d'orgue Seifert, de Kevelaer, en 1968. Il possède des claviers et registres électroniques . L'orgue est enchâssé dans un buffet qui avait été construit pour l'orgue précédent.